# Adolfo Gonzales Chaves (político)
Adolfo Gregorio Gonzales Chaves (Buenos Aires, Provincias Unidas del Río de la Plata, 10 de julio de 1828 - Buenos Aires, Argentina, 15 de enero de 1887) fue un hacendado y político argentino que desempeñó varias funciones públicas a lo largo de su vida, destacándose la de vicegobernador de Buenos Aires. En 1886, donó las tierras para la instalación de una estación del Ferrocarril del Sud, la cual lleva su nombre en su honor.

## Infancia y juventud
Adolfo Gonzales Chaves nació en la ciudad de Buenos Aires el 10 de julio de 1828, único hijo del matrimonio entre Vicente Teodoro Gonzales y Dolores Chaves; fue bautizado al mes de vida, el 10 de agosto de 1828.

## Trayectoria pública y política
Inició su trayectoria política en Tandil, cuando fue elegido alguacil y juez de paz de la localidad el 21 de junio de 1856, reemplazando a Carlos Antonio Díaz; reelecto en 1857, concluyó su mandato el 23 de marzo de 1858, siendo sucedido por Juan Casado. Posteriormente, participó en la fundación de la Asociación Circo de Carreras Tandileras el 14 de abril de 1866, que dio origen al hipismo en la ciudad; también participaron del hecho otras personalidades de la historia local, como Juan Fugl, José Benito Machado, Ramón Santamarina, Carlos Darragueira, Juan Gardey, José Zoilo Miguens, Juan Adolfo Figueroa, José Suárez Buyo y Benjamín y José Zubiaurre.
Hacia 1870 compró tierras en el sur bonaerense, en la zona del actual partido de Gonzales Chaves, que en esa época formaba parte de los partidos de Tres Arroyos y de Juárez. Hacia 1876, Gonzales Chaves se desempeñó como diputado, y posteriormente como senador, en 1881; en ese momento, también se desempeñaba como director del Ferrocarril Oeste de Buenos Aires. El 1 de mayo de 1881, Gonzales Chaves asumió como vicegobernador de la provincia de Buenos Aires, acompañando a Dardo Rocha; durante su gobierno, entre 1882 y 1883, adquirió tierras en la localidad de Temperley, en donde actualmente se erige la Parroquia Sagrado Corazón de Jesús. Concluyó su mandato en 1884.

### Donación de terrenos y fallecimiento
En 1870 compró tierras en el actual partido de Gonzales Chaves, que en esa época formaba parte de los partidos de Tres Arroyos y de Juárez; allí estableció una estancia, llamada La Etelvina, en honor a su pareja, Etelvina Allones Meiras, con quien contrajo matrimonio el 24 de abril de 1872, en Buenos Aires. En 1886, el Ferrocarril del Sud decidió extender la línea que unía Tandil con Benito Juárez, realizando una prolongación hasta Tres Arroyos; de esta forma, Gonzales Chaves donó parte de los terrenos de la estancia para la construcción de una estación intermedia, emplazada en el kilómetro 528 de las vías, que recibió el nombre de Adolfo Gonzales Chaves y fue inaugurada el 1 de abril de aquel año. Menos de un año más tarde, el 15 de enero de 1887, Gonzales Chaves falleció en la ciudad de Buenos Aires.

## Homenajes
Tanto el pueblo como la estación de Adolfo Gonzales Chaves llevan su nombre en su honor. Hacia 1906, la familia de Gonzales Chaves contrató al ingeniero José A. Tressens para que realizara unos planos para la creación de un pueblo, que fueron presentados ante el gobierno provincial; la familia se comprometía a entregar mil hectáreas, además de las tierras donde se emplazarían una plaza, la iglesia, la municipalidad, la policía y las escuelas. El gobierno bonaerense aceptó, y el 8 de septiembre de aquel año se realizó el primer loteo de las tierras. Frente a la estación se encontraba un puesto de la estancia La Etelvina, en el que actualmente se encuentra el Museo Histórico Privado "Adolfo Gonzales Chaves".